# Папа-Литл
Папа-Литтл (англ. Papa Little) — необитаемый остров в архипелаге Шетландских островов, Шотландия.

## Этимология
Название острова, возможно, происходит от древнескандинавского -Papey Litla — маленький остров молящихся. Схожее название имеют острова Папа-Стур и Папа и другие.

## География

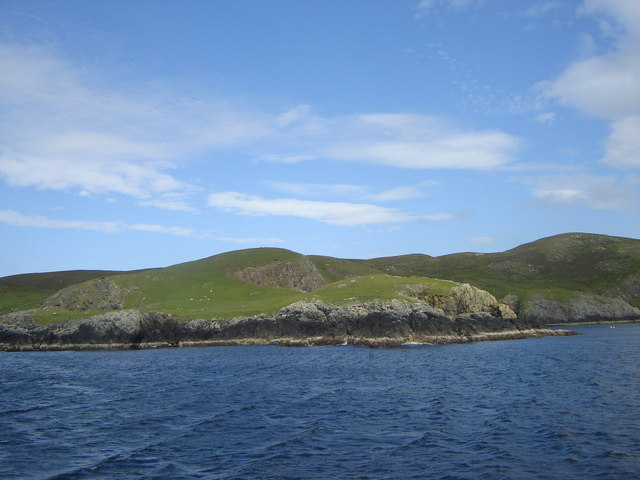

Расположен в западной части Шетландских островов в заливе Сент-Магнус, глубоко врезанном в западный берег острова Мейнленд. Омывается водами Атлантического океана. Ближайшие крупные острова — Макл-Ро и Линга на севере, Мейнленд на востоке и юге, Вементри на западе.
Площадь острова — 2,26 квадратных километра. Наивысшая точка — гора Норт-Уорд, 82 метра над уровнем моря.

## История
Исторически остров Папа-Литтл входит в приход Сэндстинг.